# Dziura w Czarnej Turni III

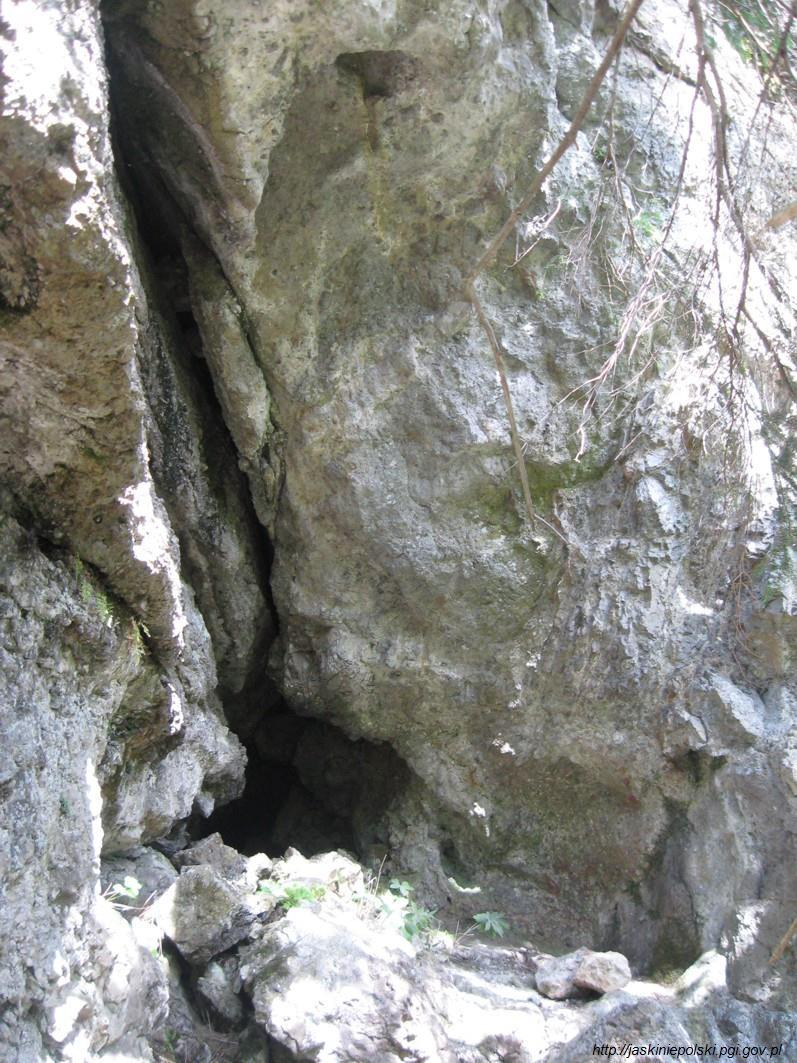
Otwór jaskini

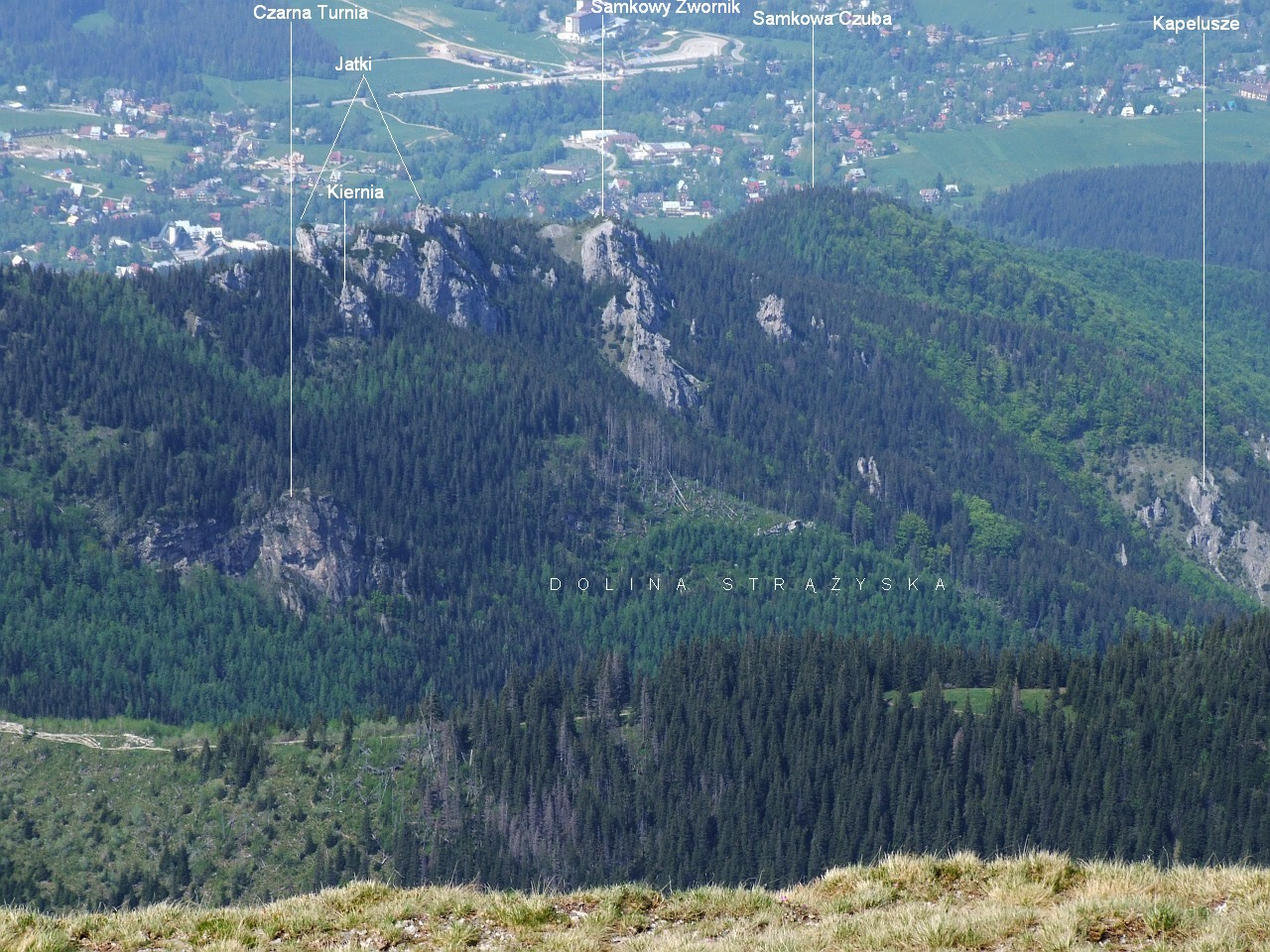
Grzbiet Łysanek. Po lewej Czarna Turnia

Dziura w Czarnej Turni III – jaskinia, a właściwie schronisko, w Dolinie Strążyskiej w Tatrach Zachodnich. Wejście do niej znajduje się w Dolinie Grzybowieckiej, w grzbiecie Łysanek, pod ścianą Czarnej Turni, w pobliżu Dziury w Czarnej Turni I, Dziury w Czarnej Turni II i Dziury w Czarnej Turni IV, na wysokości 1284 m n.p.m. Długość jaskini wynosi 6 (4,5) metrów, a jej deniwelacja 0,5 (0) metrów.

## Opis jaskini
Jaskinię stanowi szczelinowy, idący lekko do góry, wąski korytarzyk zaczynający się w niewielkim otworze wejściowym z okapem, a kończący szczeliną nie do przejścia.

## Przyroda
W jaskini nie ma nacieków. Ściany są suche, brak jest na nich roślinności.

## Historia odkryć
Jaskinię odkryli oraz sporządzili jej plan i opis B. i T. Zwijacz-Kozica w 1994 roku.